# Жінка дня
«Жінка дня» — радянський художній фільм 1989 року режисерів Олександра Баранова і Бахитжан Кілібаєва, знятий на кіностудії "Казахфільм".

## Сюжет
Олександра — молода і гарна дівчина, яка, однак, ніяк не може визначитися в житті — ні з місцем навчання і роботи, ні з дружнім оточенням, ні з особистим життям. Вона зустрічається з фотографом, якого любить, але він одружений і всі його обіцянки подати на розлучення залишаються обіцянками. Одного разу вечером у її квартиру потрапляє молодий хлопець, який переховується від бандитів. Він поранений, і Олександра дозволяє йому декілька днів пожити у неї. Олександра проявляє до нього цікавість, що переростає в інтерес і ще щось більше. Вона хоче все знати про хлопця, що в підсумку призводить до того, що вона стає невільним винуватцем його загибелі.

## У ролях
- Аліка Смєхова —  Олександра
- Вадим Єфімов —  Олександр
- Олексій Розенберг —  Андрій Волохов
- Ольга Шрамко — епізод
- Світлана Тіптєєва — епізод
- Валентина Решетникова — епізод
- Лариса Осипова — епізод
- Леонід Тєрьошин — епізод
- А. Осипов — епізод
- Володимир Архипов — епізод
- Андрій Влазнєв — епізод
- Ж. Байдаралін — епізод
- Б. Коїнов — епізод
- Дюсенбек Накіпов — епізод
- Т. Аульбекова — епізод
- Т. Гейдарі — епізод
- Д. Нурмуханова — епізод
- Багітгул Касимжанова — епізод
- В. Скоков — епізод
- А. Кубишкіна — епізод

## Знімальна група
- Режисер — Олександр Баранов, Бахитжан Кілібаєв
- Сценарист — Бахитжан Кілібаєв
- Оператор — Георгій Гідт
- Композитор — Олена Дединська
- Художники — Олексій Золотухін, Олексій Розенберг, Алім Сабітов

## Саундтрек
У фільмі звучать пісні:
- рос. «Я зову вчерашний дождь…», вик. Тетяна Анциферова; муз. Олена Дединська, сл. Карен Кавалерян
- рос. «Пароль дождя», вик. Людмила Барикіна; муз. Олена Дединська, сл. Олександр Маркевич